# Muránska planina
Muránska planina (eller Muran Plateauet) er et plateau -lignende område i det centrale Slovakiet, mellem Brezno, Červená Skala (en del af Šumiac ), Muran og Tisovec . Det ligger i Spiš-Gemer Karst, i Slovenské rudohorie- bjergene (en del af de vestlige Karpaterne ).
Muránska planina Nationalpark er en af de yngste nationalparker i Slovakiet, oprettet i oktober 1997 og åbnet den 27. maj 1998.